# Julus adensameri
Julus adensameri är en mångfotingart som beskrevs av Karl Wilhelm Verhoeff 1897. Julus adensameri ingår i släktet Julus och familjen kejsardubbelfotingar. Inga underarter finns listade i Catalogue of Life.